# Mary Keitany
Mary Jepkosgei Keitany (Kabarnet, 18 de enero de 1982) es una corredora de fondo keniana, ganadora de siete Grandes Maratones, entre 2011 y 2018. 
Su mejor tiempo en la maratón, lo consiguió en el maratón de Londres en 2017 con 2:17:01 segundos. Además ha ganado esta maratón en otras dos ediciones: 2011 y 2012. También ha ganado en cuatro ocasiones (2014, 2015, 2016 y 2018) el maratón de Nueva York en el que su mejor tiempo fue en 2018 con 2:22:48 segundos.
Keitany anunció su retiro el 22 de septiembre de 2021 a la edad de 39 años. Su retiro fue ocasionado por una lesión en la cadera que sufrió durante el maratón de Londres de 2019, que restringió su entrenamiento y desempeño.